# Bilanzexterne Finanzierung
Die bilanzexterne Finanzierung (oder außerbilanzielle Finanzierung; englisch off-balance-sheet financing, OBSF) ist im Finanzwesen eine Finanzierung, die nicht in der Bilanz des eigentlichen Kreditnehmers erscheint, sondern bei Dritten.

## Allgemeines
Im Regelfall einer Finanzierung weist der Kreditgeber eine Forderung auf der Aktivseite seiner Bilanz und der Kreditnehmer eine korrespondierende Verbindlichkeit auf der Passivseite seiner Bilanz aus. Wird diese Verbindlichkeit jedoch von einem Dritten – der aber nicht Zahlungsempfänger des Kredites sein muss – getragen und bilanziert, so liegt eine außerbilanzielle Finanzierung vor. Da mindestens drei Vertragsparteien beteiligt sind, handelt es sich gleichzeitig um eine strukturierte Finanzierung. Bilanzexterne Finanzierung ist eine bilanzneutrale Finanzierung, die von vorneherein stattfinden kann wie bei Projektfinanzierungen über Projektgesellschaften oder Spezialfinanzierungen über Zweckgesellschaften oder nachträglich durch Ausgliederung aus der Bilanz wie bei Factoring oder Sale-Lease-Back.

## Motive
Der Nutznießer einer außerbilanziellen Finanzierung kann verschiedene Motive verfolgen, warum er in seiner Bilanz keine Verbindlichkeiten aus einer Finanzierung passivieren möchte. Beispielsweise ist die Eigenkapitalquote zu gering, so dass zusätzliche Verbindlichkeiten das Fremdkapital erhöhen und damit die Eigenkapitalquote weiter ermäßigen. Eine außerbilanzielle Finanzierung verändert dagegen nicht die Kapitalstruktur, so dass die künftige Kreditwürdigkeit und Verschuldungsfähigkeit nicht beeinträchtigt werden. Zudem übersteigen Großprojekte wie Kraftwerke, Staudämme oder Verkehrsinfrastruktur die Risikotragfähigkeit vieler Unternehmen, so dass für die Finanzierung nur eine außerbilanzielle Finanzierung in Betracht kommt.

## Beispiele
Typischstes Beispiel einer außerbilanziellen Finanzierung ist die Projektfinanzierung, bei der die Finanzierung nicht die Bilanz des Sponsors/Investors belastet, sondern in der Bilanz einer Projektgesellschaft erscheint. Die Merkmale einer Projektfinanzierung sind eine Cashflow-orientierte Kreditvergabe (englisch cashflow related lending), explizite Risikoteilung (englisch risk-sharing) und bilanzexterne Finanzierung. Da der Kreditgeber den Schuldendienst (Kreditzins und Tilgung) nicht vom eigentlichen Nutznießer der Finanzierung, dem Sponsor/Investor erhält, sondern aus dem Cashflow der Projektgesellschaft, wird im Idealfall auch von einer rückgriffslosen Finanzierung (englisch non-recourse-fiancing) gesprochen. 
Zu den Projektfinanzierungen gehören auch Joint-Ventures der Privatwirtschaft mit dem öffentlichen Sektor, nämlich die öffentlich-private Partnerschaft. Die Großprojekte wie öffentliche Gebäude werden aus Sicht der Gebietskörperschaften oder öffentlichen Unternehmen außerbilanziell durch die Privatwirtschaft finanziert.
In Zweckgesellschaften (SPVs) werden Spezialfinanzierungen ausgelagert. Verbriefungen finden über Conduits und Structured Investment Vehicles (SIVs) als Zweckgesellschaften zur Refinanzierung statt. Sie kaufen einmalig oder laufend Forderungen (englisch assets) an und refinanzieren den Kaufpreis im Wege der Verbriefung durch die Emission von Wertpapieren (Asset-Backed Security). SPVs werden von Banken auch eingesetzt, um Finanzrisiken an den Kapitalmarkt weiterzugeben (Risikoallokation) oder aus ihren Jahresabschlüssen auszugliedern (Outsourcing). Das gelingt, wenn die gesetzliche Schwelle der Konsolidierungsvorschriften nicht überschritten wird. So kann der Zweckgesellschaft entweder ein ausfallrisikobehaftetes Kreditportfolio übertragen werden oder sie schließt mit einer Bank einen Credit Default Swap ab, in dem sie als Sicherungsgeber Ausfallrisiken für das Kreditportfolio übernimmt. Dadurch trägt die Zweckgesellschaft oder ihre Gläubiger gegen eine Risikoprämie das Kreditrisiko der Bank, die diese Risiken dadurch nicht mehr bilanzieren muss. Eine neue Form des Risikotransfers bieten Katastrophenanleihen, mit denen Versicherungsgesellschaften Risiken für Naturkatastrophen über Zweckgesellschaften an den Kapitalmärkten verkaufen können.
Auch Leasinggesellschaften können als Zweckgesellschaften fungieren, wenn sie beispielsweise im Rahmen des Sale-Lease-Back Wirtschaftsobjekte übernehmen, die sie an den früheren Eigentümer und neuem Leasingnehmer vermieten.
Bilanzexterne Finanzierung liegt auch bei Kreditsubstituten vor wie beispielsweise Factoring, Finetrading, Forfaitierung, Franchising oder Leasing.

## Außerbilanzielles Geschäft
Spezialgesetze im Kreditwesen sprechen vom „außerbilanziellen Geschäft“ (§ 19 Abs. 1 Satz 2 Nr. 3 und 4 KWG) und verstehen darunter bestimmte Bankgeschäfte. Hierzu gehören unter anderem noch nicht in Anspruch genommene Kreditzusagen im Kreditgeschäft oder Kreditderivate wie Credit Default Swaps. Das hat zur Folge, dass sie nicht zu den Verbindlichkeiten gehören und deshalb rechnerisch weder die Eigenkapitalquote noch das Reinvermögen mindern. Sie sind mit unterschiedlichen Prozentsätzen ihres Buchwertes im Geschäftsvolumen zu zeigen.

## Eventualverbindlichkeiten
Eventualverbindlichkeiten sind für alle Unternehmensarten zwar gemäß § 251 HGB in Verbindung mit § 268 Abs. 7 HGB „unter der Bilanz“  zu vermerken, werden jedoch nicht als Bilanzposition außerhalb der Bilanz angesehen. Erreichen bei Nichtbanken die Eventualverpflichtungen mehr als 50 % des Eigenkapitals, so kann diese Haftungsposition als bedenklich eingestuft werden. 
Bei Kreditinstituten spielen Eventualverbindlichkeiten eine besondere Rolle. Nach § 26 RechKredV werden die Eventualverbindlichkeiten für Kreditinstitute durch genaue Aufzählung definiert. Gemäß § 26 Abs. 2 RechKredV gehören auch Ausbietungs- und andere Garantieverpflichtungen, verpflichtende Patronatserklärungen, unwiderrufliche Kreditbriefe einschließlich der dazugehörigen Nebenkosten sowie Akkreditiveröffnungen und -bestätigungen in die Vermerkpflicht der Eventualverbindlichkeiten.

## Wirtschaftliche Aspekte
Bilanzexterne Finanzierungen schonen die Kapitalstruktur, tragen zu einer konstant bleibenden Verschuldung bei und stabilisieren die Bonität. Entsprechende betriebswirtschaftliche Kennzahlen (wie Eigenkapitalquote, Verschuldungsgrad) sind günstiger als bei realistischer Zuordnung der von Dritten übernommenen Finanzierungen. Bilanzanalysten erhalten deshalb durch bilanzexterne Finanzierungen unvollkommene Informationen und werden bei ihren Kreditentscheidungen positiv beeinflusst. Aus diesem Grund schränken bilanzexterne Finanzierungen die Bilanzwahrheit ein.
Es können mit Hilfe der bilanzexternen Finanzierung Vorhaben realisiert werden, welche die Risikotragfähigkeit und das Verschuldungspotenzial eines Sponsoren/Investoren bei einer klassischen Finanzierung übersteigen würden.